# Oholibama
Oholibama – postać biblijna ze Starego Testamentu, jedna z żon Ezawa.
Mieszkała w ziemi Kanaan. Była córką Chiwwity o imieniu Ana i wnuczką Sibeona. Miała brata Diszona. Urodziła Ezawowi trzech synów: Jeusza, Jalama i Koracha, którzy zostali naczelnikami szczepów.